# Torenia chevalieri
Torenia chevalieri är en tvåhjärtbladig växtart som beskrevs av Bonati. Torenia chevalieri ingår i släktet Torenia och familjen Linderniaceae. Inga underarter finns listade i Catalogue of Life.